# Friedrich Max Müller
Friedrich Max Müller (Dessau, 1823. december 6.  – Oxford, 1900. október 28.) német nyelvész, filológus, orientalista, oxfordi egyetemi tanár, 1874-ben a Magyar Tudományos Akadémia külföldi levelező tagjává választották. Kortárs magyar nyelvű anyagokban gyakran Müller Miksa névformában szerepel.

## Munkássága
Ő alkotta meg és dolgozta ki a „turáni nyelvek” elméletét, az 1854-es és 1855-ös évben kiadott munkáiban („Letters to Chevalier Bunsen on the classification of the Turanian languages” és „The languages of the seat of war in the East. With a survey of the three families of language, Semitic, Arian, and Turanian”). Ezekben a munkákban e nyelveket „turáni” nyelveknek nevezte, azonban e nevet nem a korábban megszokott földrajzi értelmében használta: a turáni az ázsiai és európai nem árja és nem sémi nyelvek gyűjtőneve lett. Rendszerében Müller a nyelveket evolucionista szemléletben, történeti-társadalmi összefüggéseikre tekintettel vizsgálta, és a nyelvek nyelvtani szerkezete alapján kísérelte meg azokat fejlettségi csoportokba rendezni. Ezért a nyelveket nyelvtanuk alapelvei szerint „vízözön előtti”, „családi”, „vándorló” és „politikai” nyelvállapotokba rendezte. E sorrend egyben fejlettségi sorrendet is jelölt. E szerint a vízözön előtti nyelvek csak gyökökből álltak, a családi nyelvek elszigetelő nyelvek, a nomád nyelvek toldalékoló és bekebelező nyelvek, a politikai nyelvek hajlító nyelvek. 
A Müller elméletével kapcsolatos gyakori félreértések elkerülésére le kell szögezni, hogy az nem tett különbséget a nyelvek közt „értékük” szerint, mindössze azt állította, hogy a nyelvtanilag bonyolultabb nyelvek csak fejlettebb társadalmi-gazdasági környezetben fejlődhetnek ki. Az általa legfejlettebbnek tekintett hajlító nyelvek például csak letelepedett földművelő közösségekben. Úgy vélte, előbb vagy utóbb minden nyelv ebbe az irányba fejlődik, ha az azt beszélő népesség életmódot vált. (Szerinte a magyar és finn nyelv is jócskán előrehaladt már ezen az úton.) A nomád turáni nyelvek családját Müller további két alcsoportra osztotta, a déli alcsoportra és az északi alcsoportra. A magyar nyelvet az északi csoportba sorolta, a finnségi osztályba, az ugor ágba, egy helyre a manysikkal és hantikkal, mint a magyarok legközelebbi rokonaival. Hosszabb távon elmélete megalapozatlannak bizonyult, északi alcsoportját azonban újrakeresztelték és újraosztályozták mint az Urál-altaji nyelvcsalád.

## Magyarul megjelent előadásai
- Müller Miksa fölolvasásai a nyelvtudományról, Budapest, 1875
- Müller Miksa újabb fölolvasásai a nyelvtudományról, Budapest, 1876 (A Magyar Tudományos Akadémia Könyvkiadó Vállalata-sorozat)